# Lachspiegel

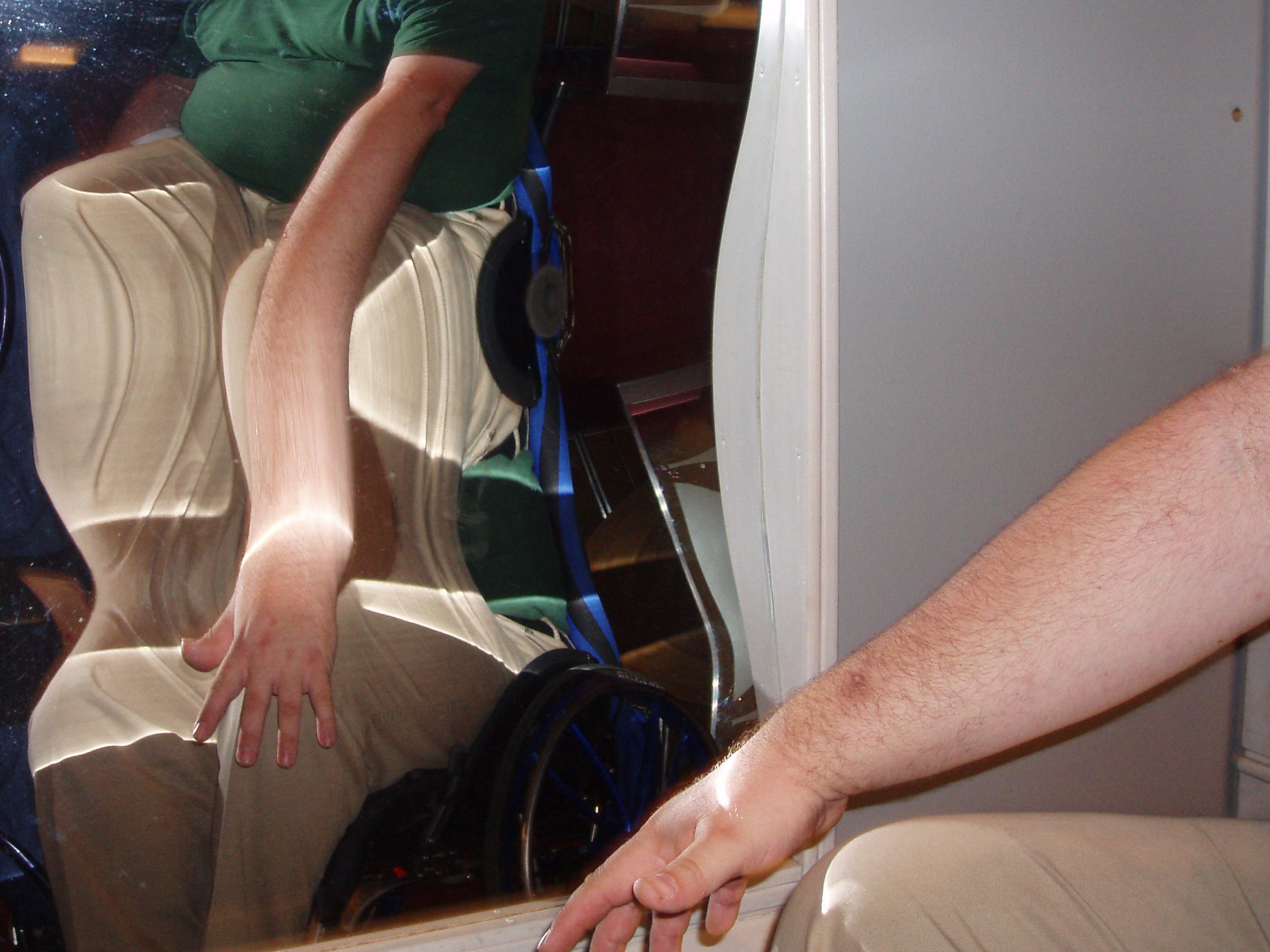
Een lachspiegel. Door het oppervlak van de spiegel lijkt de arm van deze man in de spiegel langer dan in werkelijkheid

Een lachspiegel is een spiegel die opzettelijk niet vlak is gemaakt, maar een gekromd oppervlak heeft: hol, bol, cilindrisch, golvend, enz.
Het spiegelbeeld wordt hierdoor vervormd, hetgeen bij personen die zichzelf of elkaar in zo'n spiegel zien, een lachwekkend effect geeft. Zo kan iemand die zeer mager is, in een bolle spiegel zeer dik worden afgebeeld. Een dikke persoon kan juist in een holle spiegel zeer slank worden. Ook kan iemand langer of juist korter worden afgebeeld.
Lachspiegels treft men vooral aan op kermissen, in pretparken en doolhoven.